# 3,5-二叔丁基-4-羟基苯丙酸
3,5-二叔丁基-4-羟基苯丙酸是一种有机化合物，化学式为C17H26O3。它可由3,5-二叔丁基-4-羟基苯丙烯酸在钯催化下加氢，或3,5-二叔丁基-4-羟基苯丙酸甲酯在氢氧化钾水溶液中水解得到。它和氯化亚砜在三氯甲烷中反应，可以得到3,5-二叔丁基-4-羟基苯丙酰氯。